# Détoxification chez les plantes
Une caractéristique intéressante des plantes est leur potentiel à dégrader complètement ou partiellement des contaminants organiques de l'environnement. Cette capacité des plantes à détoxifier des contaminants organiques est utilisée lors de la phytoremédiation.
Les processus de détoxification des xénobiotiques peuvent être classés en trois étapes successives à savoir la transformation, la conjugaison et la séquestration. 

## La transformation
La transformation est la première étape du métabolisme des composés organiques dans les plantes. Lors de cette étape, un groupe fonctionnel hydrophile est ajouté aux contaminants rendant possible les étapes suivantes du processus de détoxification.

## La conjugaison
Lors de la conjugaison, les xénobiotiques sont couplés par leurs groupes fonctionnels à des composants de la cellule. Ces composants de la cellule peuvent être des sucres, des acides aminés, des peptides, des protéines, de la lignine ou de l'hémicellulose. Les conjugués obtenus sont en général plus solubles et ont une toxicité réduite.

## La séquestration
La séquestration est, dans la plupart des cas, la dernière étape de la détoxification. La séquestration est le stockage temporaire des conjugués dans des compartiments de la cellule. Les conjugués de composés toxiques solubles sont accumulés dans les vacuoles, alors que les conjugués insolubles sont transportés à l'extérieur de la cellule par exocytose et sont accumulés dans l'apoplaste ou dans la paroi cellulaire.